# Cryptolabis (Cryptolabis) penai
Cryptolabis (Cryptolabis) penai is een tweevleugelige uit de familie steltmuggen (Limoniidae). De soort komt voor in het Neotropisch gebied.